# القمقم والجني
القمقم والجنّي رواية للمسرحي والروائي السوري محمد أبو معتوق. صدرت الرواية لأوّل مرة عام 2008 عن «دار الكوكب» الشقيقة لدار الريّس للكتب والنشر في بيروت. ودخلت في القائمة الطويلة للجائزة العالمية للرواية العربية لعام 2009، المعروفة بجائزة «بوكر».

## حول الرواية
يختار الروائي حارة عادية من حارات مدينة حلب الشعبية ويجعل من دراسته لشخصياتها المتنوعة وما تمرّ به من تجارب ومحن نموذجًا مصغرًا للمجتمع السوري في فترة التغيّرات الاجتماعية والسياسية الممتدّة من منتصف القرن العشرين وحتى ثمانينياته. يضاعف من قوة تأثير السرد استخدام الروائي لقدر محسوب من الواقعية السحرية الممتدّة في غير افتعال من الحدث.